# Göller, Battalgazi
Göller là một xã thuộc thành phố Malatya, tỉnh Malatya, Thổ Nhĩ Kỳ. Dân số thời điểm năm 2011 là 262 người.